# František Straka
František Straka (ur. 28 maja 1958 w Czeskich Budziejowicach) – czeski piłkarz i trener piłkarski, były reprezentant Czechosłowacji.

## Życiorys
W 1990 roku Straka uczestniczył w Mistrzostwach Świata. Po zakończeniu kariery piłkarskiej postanowił zostać trenerem. Prowadził on takie kluby, jak: Wuppertaler SV (2000–2002), FK Teplice (2002–2004), Sparta Praga (2004), LR Ahlen (2005), Viktoria Pilzno (2006), FC Wacker Tirol (2006), Dynamo České Budějovice (2007–2008). Od 12 maja do 30 czerwca 2009 roku pełnił funkcję selekcjonera reprezentacji Czech.
W 2011 roku został ściągnięty do Arki Gdynia, ale nie zdołał uratować zespołu przed spadkiem z Ekstraklasy. Od października 2011 do 8 marca 2012 roku pełnił funkcję pierwszego trenera Slavii Praga.
Posiada również niemieckie obywatelstwo i jest w Niemczech znany jako Franz Straka.

## Sukcesy
- 1984, 1985, 1987, 1988 – mistrzostwo Czechosłowacji (Sparta Praga)
- 1984, 1988 – Puchar Czechosłowacji (Sparta Praga)
- 1990 – Mistrzostwa Świata (Czechosłowacja) – ćwierćfinał